# La Rinconada (Spanje)
La Rinconada is een gemeente in de Spaanse provincie Sevilla in de regio Andalusië met een oppervlakte van 140 km². In 2007 telde La Rinconada 34.211 inwoners.
De voorstad direct ten noordoosten van de stad Sevilla heeft binnen de gemeentegrenzen een deel van de terreinen van de Aeropuerto San Pablo de Sevilla, die slechts gedeeltelijk op het grondgebied van Sevilla gevestigd is.

## Demografische ontwikkeling
Bron: INE; 1857-2011: volkstellingen

## Geboren
- Ángel Pedraza (1962-2011), voetballer en voetbalcoach